# Oskars Bārtulis
Oskars Bārtulis (ur. 21 stycznia 1987 w Ogre) – łotewski hokeista, reprezentant Łotwy, dwukrotny olimpijczyk.

## Kariera
- HK Prizma Ryga (2001–2003)
- Vilki Riga (2003)
- CSKA 2 Moskwa (2003–2004)
- Moncton Wildcats (2004–2006)
- Cape Breton Screaming Eagles (2006–2007)
- Philadelphia Phantoms (2007–2009)
- Philadelphia Flyers (2009–2010)
- Adirondack Phantoms (2010–2012)
- Donbas Donieck (2012–2014)
- Barys Astana (2014–2015)
- Admirał Władywostok (2015–2017)
- Saławat Jułajew Ufa (2017–2018)
- Traktor Czelabińsk (2018)
- Kunlun Red Star (2018–2019)
- Olimp Ryga (2019)
- Dinamo Ryga (2019–2020)
- Steinbach Black Wings 1992 (2020–2021)
- HK Mogo (2021–2022)

Wychowanek Stars Riga. W 2004 wyjechał do Kanady i od tego czasu występował przez trzy sezony w juniorskich rozgrywkach QMJHL w ramach CHL. W tym czasie w drafcie NHL z 2005 został wybrany przez Philadelphia Flyers. Od 2007 do 2012 grał w lidze AHL, a jednocześnie w dwóch sezonach grał w NHL w barwach klubu z Filadelfii. Po ośmiu latach powrócił do Europy i w sierpniu 2012 został zawodnikiem ukraińskiego klubu Donbas z Doniecka w lidze KHL. W marcu 2013 przedłużył kontrakt o dwa lata. Od września 2014 zawodnik Barysu Astana. Od czerwca 2015 do grudnia 2017 zawodnik. Od końca grudnia 2017 zawodnik Saławatu Jułajew Ufa. Od października do początku listopada 2018 podpisał roczny kontrakt Traktorem Czelabińsk. W listopadzie 2018 przeszedł do chińskiego Kunlun Red Star. We wrześniu 2019 anonsowano jego transfer do Olimpu Ryga. W październiku 2019 przeszedł do Dinama Ryga. Na początku grudnia 2020 został graczem austriackiego Steinbach Black Wings 1992. Z końcem kwietnia 2021 odszedł z klubu. W sezonie 2021/2022 gra w barwach HK Mogo, a we wrześniu 2022 zakończył karierę.
Uczestniczył turniejach mistrzostwach świata edycji 2005, 2009, 2012 oraz zimowych igrzysk olimpijskich 2010, 2014.

## Sukcesy
Reprezentacyjne
- Awans do Elity MŚ juniorów do lat 20: 2005

Klubowe
- Trophée Jean Rougeau: 2006 z Moncton Wildcats
- Coupe du Président – mistrzostwo QMJHL: 2006 z Moncton Wildcats
- Puchar Kontynentalny: 2013 z Donbasem Donieck
- Brązowy mistrzostw Łotwy: 2022 z HK Mogo

Indywidualne
- Mistrzostwa Świata Juniorów w Hokeju na Lodzie 2005/I Dywizja#Grupa B:
  - Pierwsze miejsce w klasyfikacji asystentów turnieju: 6 asyst[15]
  - Drugie miejsce w klasyfikacji kanadyjskiej wśród obrońców turnieju: 7 punktów[16]
  - Pierwsze miejsce w klasyfikacji +/- turnieju: +13[17]
- QMJHL i CHL (2004/2005):
  - Skład gwiazd pierwszoroczniaków QMJHL
  - Skład gwiazd pierwszoroczniaków CHL
  - CHL Top Prospects Game
- QMJHL (2006/2007):
  - Najlepszy defensywny zawodnik tygodnia: 23 października 2006
  - Najlepszy ofensywny zawodnik miesiąca: październik 2006
  - Drugi skład gwiazd
- Mistrzostwa Świata Juniorów w Hokeju na Lodzie 2007/I Dywizja#Grupa A:
  - Drugie miejsce w klasyfikacji asystentów turnieju: 7 asyst[18]
    - Pierwsze miejsce w klasyfikacji kanadyjskiej wśród obrońców turnieju: 7 punktów[19]

  - Najlepszy obrońca turnieju[20]